# 苏叔阳
苏叔阳（1938年—2019年7月16日），笔名舒扬、余平夫，男，河北保定人，中国剧作家、作家、文学家、诗人。

## 生平
1960年毕业于中国人民大学中共党史系。代表作有《丹心谱》、《左邻右舍》、《夕照街》、《春雨潇潇》、《故土》、《理想的风筝》、《新龙门客栈》等。
1979年加入中国作家协会，曾任中国作家协会第三、四届理事，中国电影家协会第三、四届理事及第五届副主席。